# Trang
Trang (in thailandese ตรัง, IPA [traŋ], detta anche Mueang Thap Thiang เมืองทับเที่ยง) è una città maggiore (thesaban nakhon) della Thailandia di 56 893 abitanti (2020). Il territorio comunale occupa una parte del distretto di Mueang Trang, che è capoluogo della Provincia di Trang, nel gruppo regionale della Thailandia del Sud.

## Geografia fisica

### Territorio
Alla periferia ovest della città scorre il fiume Trang e altri corsi d'acqua minori attraversano il centro. Si trova in una zona pianeggiante tra il versante occidentale dei Monti del Tenasserim e le coste del mare Mare delle Andamane. La capitale Bangkok è a 800 km di strada a nord.

### Clima
Trang ha un clima tropicale monsonico. A 8º di latitudine nord, la temperatura di Trang vede piccole variazioni durante l'anno e il periodo più caldo è quello dei mesi pre-monsonici da febbraio ad aprile. L'anno è diviso in una breve stagione secca da gennaio a marzo e una lunga stagione delle piogge da aprile a dicembre con precipitazioni notevoli in settembre. Ogni tanto piove anche nella stagione secca.

## Storia
Il centro abitato di Trang si è formato secoli addietro come porto di mare e divenne ufficialmente un'unità amministrativa con lo status di distretto sanitario nel 1931, durante il regno di Rama VII. Con le riforme che seguirono, nel dicembre 1933 fu elevata allo status di città minore (thesaban mueang) con una superficie di 6,86 km². Nel settembre 1968 la superficie comunale fu portata a 14,77 km². Nel 1979 fu inaugurato il nuovo municipio. Nel novembre 1999 fu assegnato a Trang lo status di città maggiore (thesaban nakhon).

## Monumenti e luoghi d'interesse
Trang ha sviluppato il settore turistico in ritardo rispetto ad altre località thailandesi, ma sono diventati molti i turisti che tra dicembre e maggio visitano i 199 km di coste della provincia e le varie isole che si trovano in prossimità delle coste, dotate di servizi e strutture ricettive. L'isola più grande è Koh Libong e la seconda è Koh Sukon, situata a soli 3 km dalla terraferma, dove vivono 2.500 abitanti. Le isole Koh Chueak e Koh Waen sono famose per le immersioni subacquee grazie ai loro colorati coralli in acque poco profonde. Koh Muk è famosa per le sue spiagge di sabbia incontaminata e per la caverna di Morakot, che prende il nome dalle acque color smeraldo al suo interno. Nei pressi delle isole è possibile avvistare i dugonghi, pacifici mammiferi acquatici di grossa mole che trovano rifugio in questa zona e che sono a rischio di estinzione. Nei dintorni della città vi sono attraenti rilievi carsici con cascate e caverne.

## Società
La popolazione è composta da famiglie thai, malesi e di origine cinese hokkien. La convivenza tra queste etnie è un fenomeno radicato da molto tempo e ha dato luogo alla locale gastronomia, particolarmente apprezzata.

## Infrastrutture e trasporti
La strada principale di Trang è la Strada Phetkasem (Strada 4), che connette le città di Phatthalung e il confine con la Malaysia al sud-est, a Krabi, Phang Nga, Phuket (tramite la strada 402), Ranong, Chumphon, Prachuap Khiri Khan, Phetchaburi, Ratchaburi e Bangkok al nord.
La stazione di Trang si trova sulla linea che termina a Kantang della Ferrovia di Stato della Thailandia. La città è inoltre servita dall'aeroporto di Trang, che si trova a sette chilometri dal centro. Thailand AirAsia e Nok Air forniscono un servizio aereo da e per Bangkok.